# Liste der Bodendenkmäler in Poxdorf (Oberfranken)
Auf dieser Seite sind die Bodendenkmäler in der oberfränkischen Gemeinde Poxdorf zusammengestellt. Diese Tabelle ist eine Teilliste der Liste der Bodendenkmäler in Bayern. Grundlage ist die Bayerische Denkmalliste, die auf Basis des Bayerischen Denkmalschutzgesetzes vom 1. Oktober 1973 erstmals erstellt wurde und seither durch das Bayerische Landesamt für Denkmalpflege geführt wird. Die folgenden Angaben ersetzen nicht die rechtsverbindliche Auskunft der Denkmalschutzbehörde.

## Bodendenkmäler in Poxdorf
| Lage       | Objekt                                              | Akten-Nr.     | Bild |
| ---------- | --------------------------------------------------- | ------------- | ---- |
| (Standort) | Siedlung vor- und frühgeschichtlicher Zeitstellung. | D-4-6332-0149 |      |
| (Standort) | Siedlung vor- und frühgeschichtlicher Zeitstellung. | D-4-6332-0157 |      |
| (Standort) | Siedlung des Endneolithikums.                       | D-4-6332-0161 |      |
| (Standort) | Siedlung der Urnenfelderzeit.                       | D-4-6332-0239 |      |